# القصص المصورة الفانتزاية

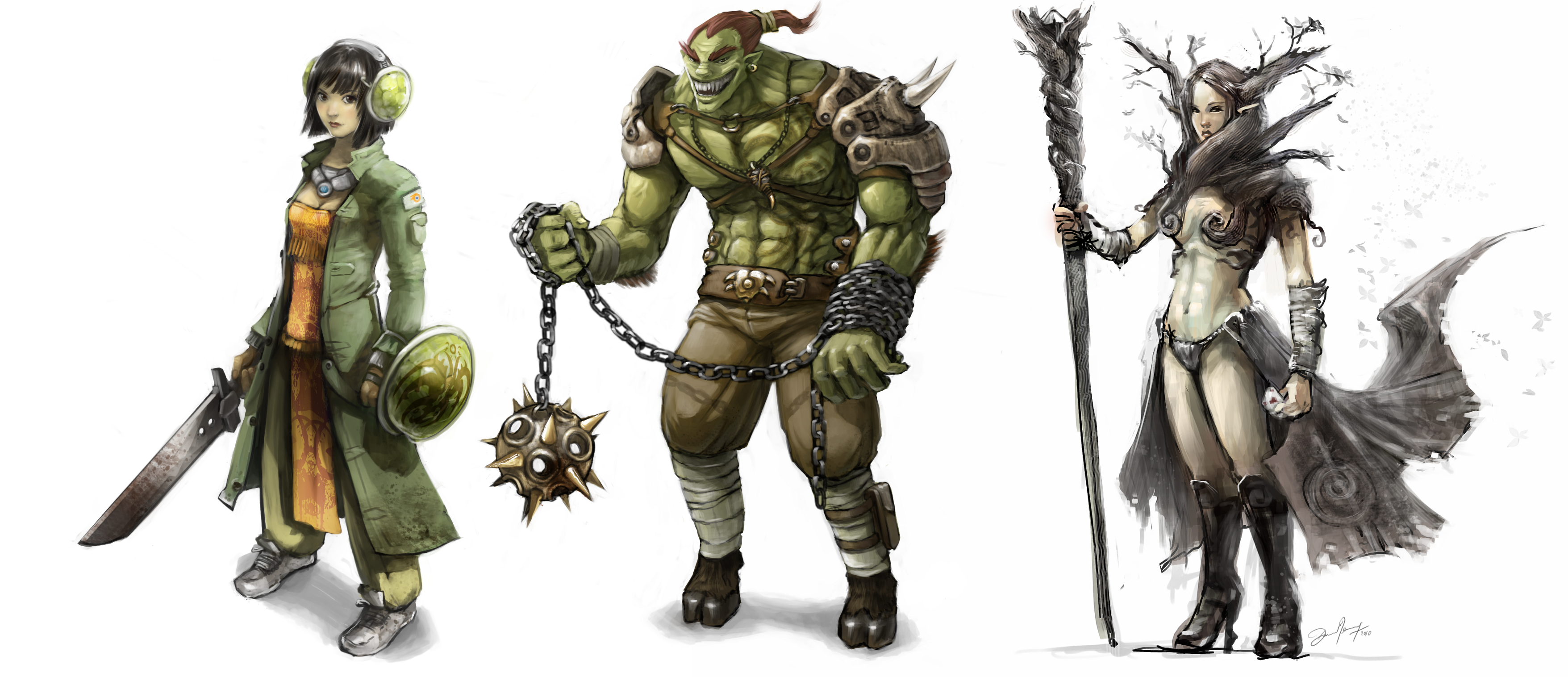
مخلوقات من خارج واقعنا مثل الشياطين والعفاريت أو الفضائين أو المخلوقات الأسطورية كالحصان المجنح أو الكايمير

القصص المصورة الفانتازية أو القصص المصورة الخيالية بالإنجليزية Fantasy comics فئة من فئات القصص المصورة موجودة منذ فترة طويلة مثل المجلات الهزلية. يشمل تصنيف «القصص المصورة الخيالية» على نطاق واسع من القصص المصورة التي تدور أحداثها في عالم آخر أو بلد بديل أو كون بديل تتضمن عناصر أو مخلوقات من خارج واقعنا مثل الشياطين والعفاريت أو الفضائين أو المخلوقات الأسطورية كالحصان المجنح أو الكايميرا أو آلهة القدماء.. إلخ. تعد الفانتازيا من أحد الدعامات الأساسية للخيال لقرون عدة، لكنها ازدهرت في أواخر حقبة الثلاثينيات وأوائل حقبة الأربعينيات من القرن المُنصرم، مدفوعة بمؤلفين مثل سي إس لويس و جيه آر آر تولكين. لقد ألهموا كتاب القصص المصورة. كتب ذات موضوعات الخيالية - يقودها قصص الأبطال الخارقين التي اكتسبت شعبية خلال حقبة الستينيات - فنمت لتهيمن على هذا المجال. في التسعينيات، حيث ساعد كتاب مثل نيل جايمان في توسيع هذا النوع من القصص وزيادة شهرتها خلال سلسلة رجل الرمل التي نالت استحسانا كبيراً.

## تاريخ
في السوق الأمريكية، دخلت القصص المصورة الخيالية عصرها الذهبي، والتي كانت مليئة بأعمال بارزة مثل أعمال شركة أول أميريكان بابلكيشنز (و التي أصبحت لاحقًا دي سي كوميكس).و التي أصبحت الأساطير اليونانية المادة الخصبة لعمل قصص الأبطال الخارقين بما في ذلك القصص الشهيرة مثل المرأة المعجزة وديل من طرازان
بدءًا من أواخر حقبة الأربعينيات من القرن الماضي، اكتسبت مختارات خيالية تحت عنوان الرعب شهرة، بما في ذلك حكايات EC Comics من Crypt و Haunt of Fear و Vault of Horror ؛ وألقاب مثل American Comics Group Adventures in the Unknown and Forbidden Worlds . تلاشى هذا الاتجاه مع نشر كتاب الدكتور فريدريك ويرثام إغواء الأبرياء، والذي أدى إلى جلسة استماع في مجلس الشيوخ ادعت وجود علاقة مزعومة بين الرسوم الهزلية وعنف الأحداث. نجت القصص المصورة الخيالية في هذا الجو الجديد، على الرغم من تقلص قدرتها.
استمر الأبطال الخارقون ذوو الفانتازيا في نشر القصص المصورة خلال الخمسينيات من القرن الماضي واستعادوا شعبيتهم في الستينيات مع شخصيات مثل دكتور سترينج لستيف ديتكو الذي نشرته مارفيل كوميكس وثور جاك كيربي.
في السبعينيات من القرن الماضي، أصبح كونان البربري، الذي أنشأه روبرت إي هوارد، أحد أكثر منشورات مارفيل كوميكس شهرة.
في التسعينيات، اتخذ فيلم رجل الرمل، الذي أنشأه نيل جايمان وسام كيث ومايك درينجينبرغ، الكوميديا في مسار أدبي أكثر.

## المبدعين البارزين
- آل فيلدشتاين
- فرانك فرازيتا
- أوتو بيندر
- جاردنر فوكس
- ستيف ديتكو
- جاك كيربي
- موبيوس
- جو أورلاندو
- أوسامو تيزوكا
- بيرني رايتسون
- هال فوستر
- جيم ستارلين
- نيل جيمان
- آل ويليامسون
- والاس وود

## الاقتباسات
تم تحويل العديد من المانجا الخيالية لمسلسلات الأنيمي التلفزيونية، بما في ذلك اكامي غا كيل ! (2014)،  الخطايا السبع المميتة (2014)،  و ترينتي سيفن (2014).
في 5 أغسطس 2022، تم إصدار رجل الرمل على نتفليكس. يقوم ببطولته توم ستوريدج في دور دريم\موورفيوس، ساندمان الفخري. تم إصدار عشر حلقات في البداية. تم إصدار الحلقة الحادية عشرة الإضافية لاحقًا على نتفليكس في 19 أغسطس 2022.